# 台南孔子廟
台南孔子廟（たいなんこうしびょう）は、鄭氏王朝の1665年に陳永華によって創建され、1666年に完成された孔子廟である。台湾で最も古い孔子廟で、「全臺首学」とも称される。

## 所在地
- 台南市中西区南門路2号

## 舞台になった作品
※発表年月日順。
- カミカゼ野郎 真昼の決斗（1966年）- 主人公（千葉真一）とヒロイン（白蘭）が謎の男（大木実）と対峙するシーン